# Rasmus Tiller
Pour les articles homonymes, voir Tiller.
Rasmus Tiller (né le 28 juillet 1996 à Trondheim) est un coureur cycliste norvégien. Membre de l'équipe Uno-X Pro, il est champion de Norvège sur route en 2017 et 2022.

## Palmarès

### Par année
- 2014

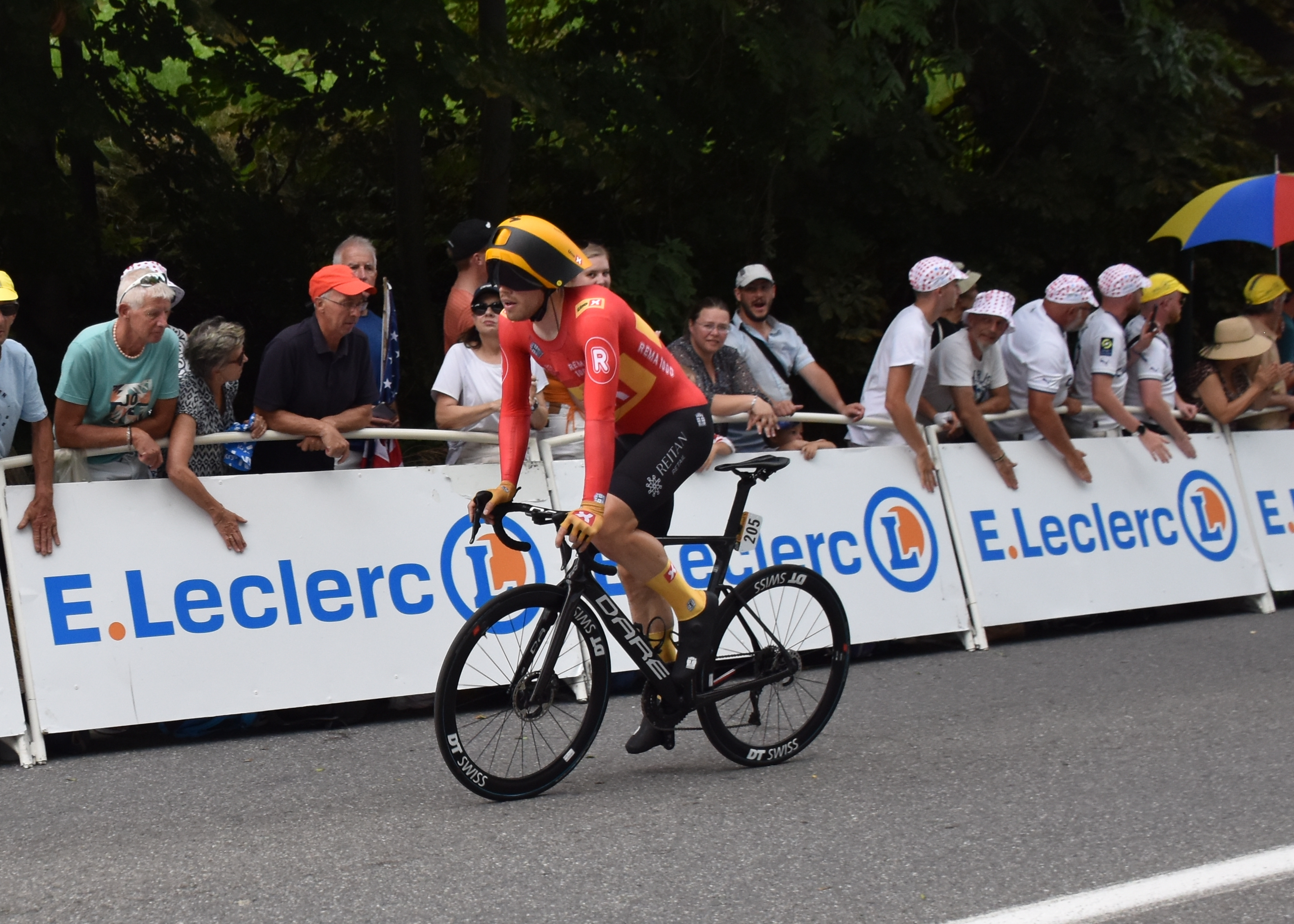
Ramus Tiller - Tour de France 2023 - Contre la montre individuel.

  -  Champion de Norvège du contre-la-montre par équipes juniors
  - Ringerike Grand Prix juniors
- 2016
  -  Champion de Norvège du contre-la-montre par équipes
  - 1re étape de l'U6 Cycle Tour (contre-la-montre)
- 2017
  -  Champion de Norvège sur route
  - 3e de Gand-Wevelgem espoirs
  - 3e du championnat de Norvège sur route espoirs
- 2018
  - Prologue du Grand Prix Priessnitz spa
  - 2e du championnat de Norvège sur route
- 2021
  - À travers le Hageland
  - 2e du Samyn
  - 2e de Binche-Chimay-Binche/Mémorial Frank Vandenbroucke
  - 2e de la Coupe de Belgique
  - 3e du Tour du Finistère
- 2022
  -  Champion de Norvège sur route
  - 2e de Binche-Chimay-Binche
  - 6e du Circuit Het Nieuwsblad
- 2023
  - À travers le Hageland
  - 7e étape du Tour de Grande-Bretagne
  - 2e de la Course des raisins
  - 2e du Circuit franco-belge
  - 3e du Grand Prix du Morbihan
  - 6e du championnat d'Europe sur route
- 2025
  - 2e d'À travers le Hageland

### Résultats sur les grands tours

#### Tour de France
2 participations
- 2023 : 108e
- 2024 : 105e

#### Tour d'Espagne
1 participation
- 2019 : 130e

### Classements mondiaux
| Année                                 | 2017 | 2018 | 2019  | 2020  | 2021 | 2022 | 2023 | 2024 |
| ------------------------------------- | ---- | ---- | ----- | ----- | ---- | ---- | ---- | ---- |
| Classement mondial                    | 583e | 553e | 1153e | 1450e | 95e  | 117e | 70e  | 234e |
| UCI Europe Tour                       | 338e | 322e | 812e  | 1089e | 79e  | 99e  | 57e  | nc   |
|                                       |      |      |       |       |      |      |      |      |
| Légende : nc = non classéSource : UCI |      |      |       |       |      |      |      |      |